# Jesús Luzardo
Jesús Luzardo (Lima, Perú, 30 de noviembre de 1997) es un jugador profesional peruano-venezolano de béisbol que se desempeña en la posición de lanzador en Philadelphia Phillies, equipo de las Grandes Ligas de Béisbol (MLB).

## Carrera
Fue seleccionado en la tercera ronda en el Draft de la MLB de 2016. En 2019 hizo su debut profesional con el equipo Oakland Athletics, en el cual jugó tres temporadas (2019-2021), después pasó a Miami Marlins, donde jugó cuatro temporadas, en 2024 se unió a Philadelphia Phillies. En 2023 se integró a la selección venezolana para disputar el Clásico Mundial de Béisbol.